# Idioma hinduq
El hinduq (autónimo: гьинузас мец hinuzas mec, también conocida como hindukh, hindux, ginukh o ginux) es una lengua caucásica nororiental del subgrupo tsez. Lo hablan entre 200 y 500 personas, los hinduqs, en el distrito Tsuntinsky del suroeste de Daguestán, principalmente en el pueblo de Genukh (hinukh: Hino). Hinukh está muy estrechamente relacionado con Tsez, pero no son del todo inteligibles entre sí.
Sólo la mitad de los niños del pueblo hablan el idioma hinduq. Como el hinduq no está escrito, el avar y el ruso se utilizan como lenguas literarias. No se considera que el hinduq tenga dialectos, pero debido a su proximidad lingüística con el tsez, alguna vez se consideró un dialecto tsez.
El pueblo hindukh ya fue mencionado en las crónicas georgianas de la Alta Edad Media. El idioma en sí fue descrito por primera vez en 1916 por el etnógrafo ruso A. Serzhputovsky.

## Fonológia

### Vocales
Hinduq distingue seis vocales /a, e, i, o, u, y/, todas las cuales pueden ser largas o cortas. Pueden aparecer dos vocales faríngeas: /aˤ/ y /eˤ/ . Sin embargo, estos sólo son utilizados por la generación mayor. Hoy en día suelen ser reemplazados por /i/ .[cita requerida]
|              | Anteriores  | Centrales | Posteriores |
| ------------ | ----------- | --------- | ----------- |
| Cerradas     | /ɪ/ i /ʏ/ ü |           | /ʊ/ u       |
| Semicerradas | /ɛ/ e       |           | /ɔ/ o       |
| Abiertas     |             | /a/ a     |             |

### Consonantes
Como muchas lenguas caucásicas, el hinduq tiene una gran cantidad de consonantes. Además de las consonantes sonoras y sordas, también existen eyectivas.
|                     |                     | Labiales | Dentales | Alveolares | Postalveolares | Palatales | Velares | Velares   | Uvular  | Uvular    | Faríngeas | Glotales |
| plain               | lab.                | Labiales | Dentales | Alveolares | Postalveolares | Palatales | plain   | lab.      |         |           | Faríngeas | Glotales |
| ------------------- | ------------------- | -------- | -------- | ---------- | -------------- | --------- | ------- | --------- | ------- | --------- | --------- | -------- |
| nasales             | nasales             | /m/ m    | /n̪/ n̪    |            |                |           |         |           |         |           |           |          |
| Oclusivas           | Sonoras             | /b/ b    | /d/ d    |            |                |           | /ɡ/ g   | /ɡʷ/ gʷ   |         |           | (/ʡ/) ʡ   |          |
| Oclusivas           | Sordas              | /p/ p    | /t/ t    |            |                |           | /k/ k   | /kʷ/ kʷ   | /q/ q   | /qʷ/ qʷ   |           | /ʔ/ ʔ    |
| Oclusivas           | Eyectivas           | /pʼ/ pʼ  | /tʼ/ tʼ  |            |                |           | /kʼ/ kʼ | /kʼʷ/ kʼʷ | /qʼ/ qʼ | /qʼʷ/ qʼʷ |           |          |
| Africadas           | Sordas              |          | /t͡s/ c   | /t͡ɬ/ ƛ     | /t͡ʃ/ č         |           |         |           |         |           |           |          |
| Africadas           | eyectivas           |          | /t͡sʼ/ cʼ | /tɬʼ/ ƛʼ   | /t͡ʃʼ/ čʼ       |           |         |           |         |           |           |          |
| Fricativas          | Sonoras             |          | /z/ z    |            | /ʒ/ ž          |           |         |           | /ʁ/ ʁ   | /ʁʷ/ ʁʷ   | /ħ/ ħ     |          |
| Fricativas          | Sordas              | (/f/) f  | /s/ s    | /ɬ/ ɬ      | /ʃ/ š          |           |         |           | /χ/ χ   | /χʷ/ χʷ   |           | /h/ h    |
| Aproximantes        | Aproximantes        |          |          | /l/ l      |                | /j/ y     |         | /w/ w     |         |           |           |          |
| Vibrantes múltiples | Vibrantes múltiples |          | /r/ r    |            |                |           |         |           |         |           |           |          |

## Morfología
Es una lengua aglutinante que utiliza principalmente sufijos.

### Sustantivos
El hinduq es una lengua ergativo-absolutiva y, como la mayoría de las lenguas del noreste del Cáucaso, muestra un rico sistema de casos. Hay seis casos no espaciales (absolutivo, ergativo, primer genitivo, segundo genitivo, dativo, instrumental), así como 35 casos espaciales. El sistema de casos espacial en sí consta de dos categorías, ubicación (cont, in, sub, spr, at, aloc, iloc) y orientación, expresada mediante el uso de marcadores de dirección (esivo, lativo, primer ablativo, segundo ablativo, direccional). El sufijo plural es casi invariablemente -be.
Hinduq distingue un tallo directo y otro oblicuo. Los sufijos de casos se agregan principalmente a la raíz oblicua. Para formar la raíz oblicua, existen diferentes opciones, que incluyen sufijos oblicuos, vocales epentéticas, eliminación de la consonante, vocal o semivocal base-raíz-final; cambio de estrés o ablaut. Los sufijos de raíz oblicuos son -mo , -a, -la, -i, -ya, -o, -li, -yi, -ra, -ro, -ru, -do, -u, -na, -nu. A continuación se dan algunos ejemplos de declinación nominal.
|          |                                                               | gani 'toro' raíz vocálica                        | čeq 'bosque' raíz consonántica             | humer 'cara' raíz consonántica                              |
| -------- | ------------------------------------------------------------- | ------------------------------------------------ | ------------------------------------------ | ----------------------------------------------------------- |
| Singular | Absolutivo Ergativo Genitivo 1 Genitivo 2 cont-Esivo at-Esivo | gani ganíː ganiš ganižo ganiɬ ganiqo             | čeq i čeqiš čeqzo čeqeɬ čeqqo              | humer humelii humeliš humeližo humeliɬ humeliqo             |
| Plural   | Absolutivo Ergativo Genitivo 1 Genitivo 2 cont-Esivo at-Esivo | ganibe ganižay ganižas ganižazo ganižaɬ ganižaqo | čeqbe čeqzay čeqzas čeqzazo čeqzaɬ čeqzaqo | humerbe humeližay humeližas humeližazo humeližaɬ humeližaqo |

Hay cinco géneros en hinduq que juegan un papel importante en la gramática del idioma.

### Verbos
Los Tiempos se marcan sintéticamente en los verbos mediante afijos. Como sus idiomas hermanos: el Bezhta y Tsez. El hinduq diferencia entre "pasado atestiguado" (terminado en -s o -š) y "pasado no atestiguado" (termina en -no); el presente está marcado con el sufijo -ho. En futuro, hinduq distingue un "futuro directo" (-n), que se usa sólo en primera persona, y un "futuro indirecto" (-s) usado

### Numerales
El sistema numérico es vigesimal, lo que significa que es un sistema basado en el 20, una característica que se encuentra comúnmente entre las lenguas del Cáucaso.